# Ballersbach
Ballersbach ist ein Ortsteil der Gemeinde Mittenaar im mittelhessischen Lahn-Dill-Kreis.

## Geographische Lage
Ballersbach liegt am Nordrand des zum Gladenbacher Bergland gehörenden Höhenzugs Hörre, dessen höchste Erhebung, die Alteburg (445,1 m), sich südöstlich des Dorfs erhebt. Es befindet sich rund 1,4 km südwestlich von Bicken, dem Hauptort von Mittenaar. Durchflossen wird die Ortschaft vom Ballersbach, der kurz darauf in die Aar mündet. Nördlich verläuft die Bundesstraße 255 (Bicken–Ballersbach–Seelbach), von der die Kreisstraße 58 abzweigt und als die Aar überquerende Stichstraße in das Dorf führt.

## Geschichte

### Ortsgeschichte
Ballersbach wurde erstmals im Jahre 1270 urkundlich erwähnt. Die Ballersbacher Kirche (Capelle zu Ballersbach) ist vermutlich ebenfalls in dieser Zeit erbaut worden. Dass die Kapelle eine besondere Bedeutung hatte, lässt sich daran ablesen, dass ihr später das weit größere Dorf Herbornseelbach zugeordnet wurde.
Ballersbach wuchs im Laufe der Zeit aus dem nördlich gelegenen älteren Siedlungskern um den „Baalerstaa“ (Balder- oder Baldurstein) mit dem südlich gelegenen Ortsteil zusammen.
Um 1500 wurde die Kirche mit wundervollen Fresken ausgemalt, die allerdings mit den Jahren durch den Verfall der Kirche kaum noch sichtbar waren.
Im Dreißigjährigen Krieg wurde das Dorf von der Pest heimgesucht. 165 Personen erlagen der damals unheilbaren Krankheit. In dieser Schreckenszeit überlebten nur 85 Einwohner. Es dauerte über hundert Jahre, bis sich Ballersbach von dieser Katastrophe erholt hatte.
1912 wurde die Kirche durch einen heftigen Blitzschlag schwer beschädigt. Bei den Renovierungsarbeiten kamen allerdings die wundervollen Fresken wieder zum Vorschein. Bei diesen Gemälden handelt es sich um eine symbolische sinnbildliche Darstellung der Menschheitsgeschichte und der Anfangsgeschichte des Christentums in Einzelbildern.
1993 fand eine umfangreiche Erneuerung der Kunstwerke statt, um diese auch für die nachfolgenden Generationen zu sichern.
Hessische Gebietsreform (1970–1977)
Im Zuge der Gebietsreform in Hessen fusionierten die Gemeinden Ballersbach, Bicken und Offenbach zum 31. Dezember 1971 freiwillig zur neuen Gemeinde Mittenaar. Ortsbezirke nach der Hessischen Gemeindeordnung wurden nicht errichtet.

### Verwaltungsgeschichte im Überblick
Die folgende Liste zeigt die Staaten und Verwaltungseinheiten, denen Ballersbach angehört(e):
- vor 1739: Heiliges Römisches Reich, Grafschaft/Fürstentum Nassau-Dillenburg, Amt Herborn
- ab 1739: Heiliges Römisches Reich, Fürstentum Nassau-Diez, Amt Herborn
- 1806–1813: Großherzogtum Berg,[Anm. 2] Département Sieg, Arrondissement Dillenburg, Kanton Herborn
- 1813–1815: Fürstentum Nassau-Oranien, Amt Herborn
- ab 1816: Herzogtum Nassau,[Anm. 3] Amt Herborn
- ab 1849: Herzogtum Nassau, Kreisamt Herborn[Anm. 4]
- ab 1854: Herzogtum Nassau, Amt Herborn
- ab 1867: Norddeutscher Bund[Anm. 5], Königreich Preußen,[Anm. 6] Provinz Hessen-Nassau, Regierungsbezirk Wiesbaden, Dillkreis[Anm. 7]
- ab 1871: Deutsches Reich, Königreich Preußen, Provinz Hessen-Nassau, Regierungsbezirk Wiesbaden, Dillkreis
- ab 1918: Deutsches Reich (Weimarer Republik), Freistaat Preußen, Provinz Hessen-Nassau, Regierungsbezirk Wiesbaden, Dillkreis
- ab 1932: Deutsches Reich, Freistaat Preußen, Provinz Hessen-Nassau, Regierungsbezirk Wiesbaden, Landkreis Dillenburg
- ab 1933: Deutsches Reich, Freistaat Preußen, Provinz Hessen-Nassau, Regierungsbezirk Wiesbaden, Dillkreis
- ab 1944: Deutsches Reich, Freistaat Preußen, Provinz Nassau, Dillkreis
- ab 1945: Amerikanische Besatzungszone,[Anm. 8] Groß-Hessen, Regierungsbezirk Wiesbaden, Dillkreis
- ab 1946: Amerikanische Besatzungszone, Land Hessen, Regierungsbezirk Wiesbaden, Dillkreis
- ab 1949: Bundesrepublik Deutschland, Land Hessen, Regierungsbezirk Wiesbaden, Dillkreis
- ab 1968: Bundesrepublik Deutschland, Land Hessen, Regierungsbezirk Darmstadt, Dillkreis
- ab 1972: Bundesrepublik Deutschland, Land Hessen, Regierungsbezirk Darmstadt, Dillkreis, Gemeinde Mittenaar[Anm. 9]
- ab 1977: Bundesrepublik Deutschland, Land Hessen, Regierungsbezirk Darmstadt, Lahn-Dill-Kreis, Gemeinde Mittenaar
- ab 1981: Bundesrepublik Deutschland, Land Hessen, Regierungsbezirk Gießen, Lahn-Dill-Kreis, Gemeinde Mittenaar

### Bevölkerung
Einwohnerstruktur 2011
Nach den Erhebungen des Zensus 2011 lebten am Stichtag dem 9. Mai 2011 in Ballersbach 1476 Einwohner. Darunter waren 30 (2,0 %) Ausländer.
Nach dem Lebensalter waren 258 Einwohner unter 18 Jahren, 609 zwischen 18 und 49, 300 zwischen 50 und 64 und 309 Einwohner waren älter.
Die Einwohner lebten in 630 Haushalten. Davon waren 168 Singlehaushalte, 180 Paare ohne Kinder und 222 Paare mit Kindern, sowie 54 Alleinerziehende und 9 Wohngemeinschaften. In 129 Haushalten lebten ausschließlich Senioren und in 405 Haushaltungen lebten keine Senioren.
Einwohnerentwicklung
| Ballersbach: Einwohnerzahlen von 1834 bis 2011 | Ballersbach: Einwohnerzahlen von 1834 bis 2011 | Ballersbach: Einwohnerzahlen von 1834 bis 2011 | Ballersbach: Einwohnerzahlen von 1834 bis 2011 | Ballersbach: Einwohnerzahlen von 1834 bis 2011 |
| --- | ---------------------------------------------- | ---------------------------------------------- | ---------------------------------------------- | ---------------------------------------------- |
| Jahr |                                                |                                                |                                                | Einwohner                                      |
| 1834 | 1834                                           |                                                | 296                                            | 296                                            |
| 1840 | 1840                                           |                                                | 312                                            | 312                                            |
| 1846 | 1846                                           |                                                | 297                                            | 297                                            |
| 1852 | 1852                                           |                                                | 310                                            | 310                                            |
| 1858 | 1858                                           |                                                | 333                                            | 333                                            |
| 1864 | 1864                                           |                                                | 359                                            | 359                                            |
| 1871 | 1871                                           |                                                | 360                                            | 360                                            |
| 1875 | 1875                                           |                                                | 341                                            | 341                                            |
| 1885 | 1885                                           |                                                | 406                                            | 406                                            |
| 1895 | 1895                                           |                                                | 448                                            | 448                                            |
| 1905 | 1905                                           |                                                | 510                                            | 510                                            |
| 1910 | 1910                                           |                                                | 583                                            | 583                                            |
| 1925 | 1925                                           |                                                | 701                                            | 701                                            |
| 1939 | 1939                                           |                                                | 873                                            | 873                                            |
| 1946 | 1946                                           |                                                | 1.200                                          | 1.200                                          |
| 1950 | 1950                                           |                                                | 1.180                                          | 1.180                                          |
| 1956 | 1956                                           |                                                | 1.137                                          | 1.137                                          |
| 1961 | 1961                                           |                                                | 1.190                                          | 1.190                                          |
| 1967 | 1967                                           |                                                | 1.316                                          | 1.316                                          |
| 1970 | 1970                                           |                                                | 1.402                                          | 1.402                                          |
| 1972 | 1972                                           |                                                | 1.408                                          | 1.408                                          |
| 1980 | 1980                                           |                                                | ?                                              | ?                                              |
| 1990 | 1990                                           |                                                | ?                                              | ?                                              |
| 2000 | 2000                                           |                                                | ?                                              | ?                                              |
| 2011 | 2011                                           |                                                | 1.476                                          | 1.476                                          |
| Datenquelle: Historisches Gemeindeverzeichnis für Hessen: Die Bevölkerung der Gemeinden 1834 bis 1967. Wiesbaden: Hessisches Statistisches Landesamt, 1968. Weitere Quellen: LAGIS; Gemeinde Mittenaar |                                                |                                                |                                                |                                                |

Historische Religionszugehörigkeit
| * 1885: | 0403 evangelische (= 99,26 %), 3 katholische (= 0,74 %) Einwohner    |
| * 1961: | 1052 evangelische (= 88,40 %), 119 katholische (= 10,00 %) Einwohner |

## Wappen
Am 27. Juni 2010 wurde den Ballersbacher Bürgerinnen und Bürgern das erste Ortswappen übergeben. Die feierliche Übergabe fand im Rahmen des Familientages der Evangelischen Kirchengemeinde statt. Das Wappen zeigt eine stilisierte sechsblättrige Rosenblüte und ein vierspeichiges Mühlrad auf blauem und goldenem Schild. Beide Motive sind den spätgotischen Fresken der Kirche entnommen. Die Farben Blau und Gold symbolisieren die Farben des Herzogtums Nassau. Die Blasonierung laut HHSTA (Hessisches Hauptstaatsarchiv) lautet: „Im vom Blau und Gold schräglinks geteilten Schild oben ein sechsblättriger goldener Blütenstempel, unten ein vierspeichiges blaues Mühlrad.“

## Sehenswürdigkeiten
- Siehe auch: Liste der Kulturdenkmäler in Mittenaar-Ballersbach

## Persönlichkeiten
- Johann Heinrich Alsted (* 1588 in Ballersbach; † 1638 in Weißenburg), Theologe und Polyhistor

## Infrastruktur
- Den öffentlichen Personennahverkehr stellt der RMV mit den Buslinien 403, 404, 407 und 415 sicher.
- Die Aar-Salzböde-Bahn, die einen Haltepunkt in Ballersbach hatte, wurde 2001 stillgelegt.
- Im Ort gibt es einen evangelischen Kindergarten und ein Dorfgemeinschaftshaus.